# 커밍아웃

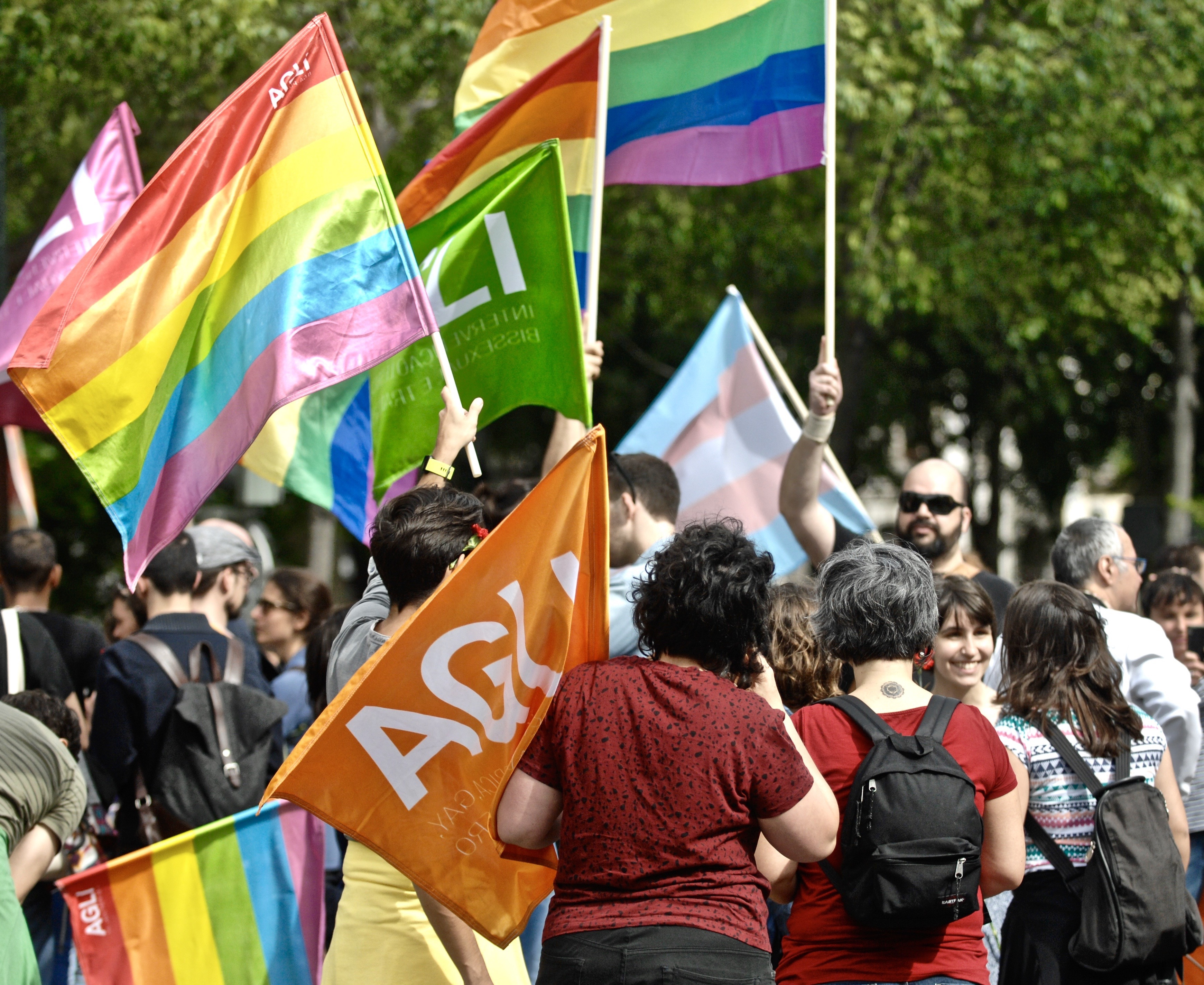
2017년의 프라이드 퍼레이드

커밍아웃(coming out)은 성소수자가 스스로 자신의 성정체성을 드러내는 것을 말한다. 주로 게이, 레즈비언, 양성애자, 트랜스젠더라고 밝히는 것을 뜻한다. 자신의 사상이나 지향성 등을 밝히는 행위라는 뜻으로 확장되어 쓰이기도 한다. '벽장 밖으로 나오다(coming out the closet)'라는 어구에서 유래되었다. 여기에서 자신의 정체성을 밝히지 않은 성소수자를 가리키는 '벽장'이라는 말도 유래되었다. 대한민국에서는 2000년 9월 홍석천의 커밍아웃, 2002년 12월 하리수의 커밍아웃이 등장하기 시작하였다.

## 개요
좁은 의미의 커밍아웃은 사회 전체에 자신의 정체성을 공개하는 것만을 가리키지만, 보다 일반적으로는 가족, 친구, 직장 동료 등의 주위 사람들 중 일부에게 정체성을 밝히는 것을 말한다. 넓은 의미로는 성소수자 집단 내에서 자신의 정체성을 밝히는 것도 포함한다.
아웃팅과는 차이가 있다. 아웃팅은 타인의 성적 지향이나 성 정체성, 젠더 이력에 대해 본인의 동의 없이 밝히는 행위를 말한다. 아웃팅이라는 표현이 일반화됨에 따라 특정 인의 정치적 성향, 종교, 기타 비밀을 고의로 밝히는 행위로까지 범위가 확장되었다.
대한민국에는 대표적으로 홍석천, 하리수, 이시연, 김조광수, 이송희일 등이 공개적 커밍아웃을 한 인물로 알려져 있다. 2000년 9월 배우 겸 방송인 홍석천의 커밍아웃으로 게이 연예인, 인사들의 커밍아웃이 나타났고, 2001년 12월 가수 겸 배우 하리수의 성전환 수술과 2007년 당시 영화배우로 활동하던 이시연이 자신의 성 정체성을 밝히고 성전환 수술을 하면서 성적 소수자들의 커밍아웃이 계속 등장하였다.
일반적으로, 커밍아웃은 세가지 단계로 설명된다. 첫 번째 단계는 "스스로 알게 되는 것"으로, 정체성을 자각하게 되며 동성 간 관계에 열려있는 상태다. 이것은 종종 내적인 커밍아웃이라 불린다. 두 번째 단계는 가족, 친구, 동료 등 타인에게 커밍아웃하기로 마음 먹은 것을 말한다. 세 번째 단계는 일반적으로, LGBT로 드러내놓고 살아가는 것이다.
Rosario, Schrimshaw, Hunter, Braun (2006)에 의하면, "레즈비언, 게이, 양성애자(LGB) 등의 성적 정체성 발달은 복잡하며 어려운 과정이다. 민족, 인종 등 다른 소수자 그룹과 다르게, 대부분의 LGB는 비슷한 사람로 이루어진, 정체성에 대해 알려주거나 지지하는 공동체에서 자라지 않는다. 오히려, LGB는 종종 동성애에 대해 무지하거나 공개적으로 적대적인 공동체에서 자라난다."

## 같이 보기
- 성소수자
- 게이
- 트랜스젠더
- 레즈비언
- 양성애